# مكائد جميلة
مكائدُ جميلةٍ (Schemes of a Beauty)، يعرف بالعربية  مكائدُ النساء  أو Mei Ren Xin Ji، هي سلسلة تلفزيون صينية عرضت في 2010 مقتبسة من «بلبلة في غرفة الإمبراطورة» (Turbulence in the Empress's Chamber/未央沉浮) قصة قصيرة لـيينق شياو تشى (Xiao Qiying/阴小骐). من إنتاج يو زهينق (余征)، وإخراج كلٍ من وو جينيوان (吴锦源)، وليانق شين تشيان (梁欣全)، وتشان كو خوا (陈国华). المسلسل هو إنتاج مشترك بين شركة ذروة ثقافة التلفزيون (Heyday Television Culture Company)، وتألق زيجون (Zijun Brilliance)، ومعمل يو زهينق (Yu Zheng Workshop)، وممول أيضا من طرف ترفيه لافنق (Lafeng Entertainment).
تم دبلجته إلى اللغة العربية الفصحى وحظي بتوزيعه في العالم العربي الشرق الأوسط للانتاج والتوزيع الفني عمان - الأردن، بالإضافة لامتلاك ذات الشركة لحقوق الإنتاج في الوطن العربي. بُثّ لأول مرة بالعربية على القناة الجزائرية الثالثة في 2012 وبُثّ بعدها مباشرة على القناة الجزائرية الأرضية في 2012.

## القصة
يروي عن أُسرة في تشانغآن، الصين خلال بدايات عهد أسرة هان، مكائدُ جميلة يروي بطريقة درامية عن الإمبراطورة دو وكيف أن جهودها وإنجازاتها التي حققتها في البلاط الإمبراطوري أثرت إيجابا على عهد زوجها الإمبراطور ون، والتي مهدت الطريق لحكم ون وجينق.
خلال مطلع عهد أسرة هان، والدة الصغيرة دو ييفانق (تنطق: ضو إيفان) هزمت في صراعِ قصرْ والذي أسفر عن إعدام أفراد عائلتها بالكامل. عندما كبِرت وبشكل غير متوقع دخلت القصر كخادمة. أظهرت مواهب غير عادية عندما رتبت لتبديل طفل السيدة لي تحت رعاية الإمبراطورة. ذكائها أعجب الإمبراطورة الأرملة لو (娥姁)، تم إرسالها فيما بعد إلى ليو هينق (劉恆)، أمير داي (汉文帝) لكي تتمكن من التجسس عليه.
من أجل تخليص العالم من معاناة أخرى في ظل النظام، ولكن في نفس الوقت من أجل كسب ثقة الإمبراطورة الأرملة، اقترحت على زوجها ليو هينق أن يبدأ في تدريب جيشه تحت ستار بناء مقبرته الاحتفالية الكبرى. اعتبر الشعب أنها ستؤدي إلى سقوط الإمبراطورية، وطالبوا بموتها. لكن على الرغم من ذلك، ليو هينق وثِق بها تماماً، وفي وقت لاحق جعلها إمبراطورتهُ.

## طاقم التمثيل
- روبي لن بدور دو يونشي/دو ييفانق/تيان شيانقليان : الشخصية المحورية والإمبراطورة.
  - لن مياوكي بدور الصغيرة دو يونيشي
- صامول تشين بدور ليو هينق : زوج ييفانق وملك داي.

## الجوائز والترشيحات
- الدورة الخامسة لجائزة سيول العالمية للدراما
  - رَبِحَ : الممثلة الأكثر شعبية (روبي لن)
  - رُشِّحَ : الممثل الأكثر شعبية (صامول تشين)
- جائزة يوكو للتسلية 2011
  - رَبحَ : أفضل مسلسل تلفزيوني لهذه السنة.
  - رَبِحَ : ممثلة الدراما الأكثر شعبية (روبي لن)
- جائزة نجم كيو كيو السنوية للتسلية
  - رَبحَ : الممثلة الأكثر شعبية (روبي لن)
- جائزة آنهوي تي في دراما 2011
  - رَبحَ : الممثلة المفضلة (روبي لن)